# Progetti di aggregazione di comuni italiani ad altra regione
La presente voce raccoglie i progetti di aggregazione di comuni italiani ad altra regione diversa da quella d'appartenenza.
La procedura di distacco-aggregazione è prevista dall'art. 132 della Costituzione italiana. Esso contempla l'intervento delle popolazioni interessate con referendum, quello dei Consigli regionali con un parere, e infine quello del Parlamento con legge ordinaria. Sono coinvolti nell'iter anche i Consigli comunali, ai quali spetta la deliberazione della richiesta di referendum. I procedimenti di distacco-aggregazione completati sono quelli dell'Alta Valmarecchia e dei comuni di Montecopiolo e Sassofeltrio dalle Marche all'Emilia-Romagna e quello del comune di Sappada dal Veneto al Friuli-Venezia Giulia.

## Storia

### Regno d'Italia
Il primo progetto regionalista in Italia si deve, già all'indomani dell'unificazione, ai ministri dell'interno dei Governi Cavour, Farini e Minghetti, che progettavano di attuare un decentramento amministrativo tramite l'istituzione di un ente intermedio tra la provincia e lo Stato. Il troppo progressista disegno di legge Minghetti, tuttavia, incontrò l'opposizione di chi temeva lo sfaldamento dell'ancor fragile unità nazionale e fu ritirato dal Governo Ricasoli il 22 dicembre 1861. In tutta l'esperienza storica del Regno d'Italia, le regioni furono dunque puri compartimenti statistici basati sulla ripartizione compiuta da Correnti e Maestri nei primi anni dell'Italia unita.
La svolta autoritaria e accentratrice fascista, oltre a sopprimere le già deboli autonomie locali, stravolse a piacimento il territorio delle province e di riflesso modificò anche i compartimenti statistici, che furono accolti come raggruppamenti delle province medesime nel censimento del 1936.

### Repubblica italiana

#### Le regioni previste dalla Costituzione
La ripartizione regionale ottocentesca fu comunque sostanzialmente mantenuta e pervenne così nella Costituzione repubblicana integrata da un criterio storico. Riconosciute tuttavia l'arbitrarietà e l'obsolescenza dei criteri adottati, il legislatore costituente introdusse la possibilità di modificare il territorio delle regioni mediante il procedimento descritto dall'art. 132 della Costituzione, sentite le popolazioni interessate, o eccezionalmente con la sola legge costituzionale. Questa seconda opzione, prevista dall'XI disposizione transitoria e finale della Costituzione, era ammessa entro un termine quinquennale dall'entrata in vigore della Costituzione, ma esso fu prorogato fino al 31 dicembre 1963, consentendo così l'istituzione del Molise, popolato da meno di un milione di abitanti e senza referendum, per distacco dagli Abruzzi e Molise.
Se il Molise, pur prospettato a fasi alterne nei lavori della Costituente, trovò attuazione tardiva e divenne effettivo come regione ordinaria solo nel 1970, miglior sorte toccò al Friuli-Venezia Giulia. La nuova regione, non compresa nel riparto geografico tradizionale in quanto formata da una parte del Veneto statistico (Friuli) e da un territorio annesso solo nel 1919 e in gran parte perduto (Venezia Giulia), fu dapprima esclusa e poi finalmente introdotta nelle bozze preparatorie della Costituzione. Trovò attuazione nel 1963, otto anni dopo la riunione di Trieste all'Italia, come regione a statuto speciale. Alla regione non fu aggregato però il territorio dell'ex mandamento di Portogruaro, legato al Friuli fino al 1797 ma unito a Venezia dall'Austria in seguito al Trattato di Campoformio e non più restituito, né alla provincia di Udine come chiesto dalla Camera di commercio locale nel 1946, né in seguito alla costituenda provincia di Pordenone. L'istituzione del Molise fu dunque l'unica variazione territoriale delle regioni italiane dal 1948 al 2009.
In una bozza furono inseriti, ma non trovarono realizzazione, anche l'Emilia lunense o appenninica e il Salento. Altre regioni proposte in Assemblea costituente furono la Daunia, la Romagna, il Sannio e l'Umbria-Sabina.

#### La legge sul referendum
Il nodo principale dell'art. 132 della Costituzione stava nella definizione delle «popolazioni interessate» legittimate a chiedere il referendum per l'aggregazione ad altra regione. L'art. 42 L. 352/1970 previde che la consultazione referendaria si svolgesse su richiesta
- dei consigli comunali degli enti da distaccare e riaggregare
- di tanti consigli comunali che rappresentassero almeno un terzo della popolazione della regione da cui si chiedeva il distacco
- di tanti consigli comunali che rappresentassero almeno un terzo della popolazione della regione a cui si chiedeva l'aggregazione.[2]

Dispose inoltre che il referendum dovesse tenersi in entrambe le regioni. Sia nella fase dell'iniziativa sia in quella della consultazione, dunque, la legge pretendeva l'intervento di popolazioni interessate solo indirettamente o dei loro rappresentanti. Ciò comportava a carico delle comunità locali un onere oltremodo gravoso e in grado di frustrare l'esercizio del diritto di autodeterminazione: soprattutto la chiamata a referendum di entrambe le regioni poteva inquinare l'accertamento della volontà popolare.
I comuni del portogruarese che aspiravano all'aggregazione al Friuli-Venezia Giulia, mancata sia quando fu istituita la regione (1963) sia quando fu scorporata da Udine la provincia di Pordenone (1968), tennero nel 1991 alcune consultazioni informali della popolazione. Esse registrarono un'elevata partecipazione (a San Michele al Tagliamento votò il 75% degli aventi diritto) e il risultato in tutti i comuni fu favorevole al distacco-aggregazione.
Anche la parte bellunese della Ladinia, reiterando una richiesta già presentata a più riprese (1947, 1964, 1973, 1974), approvò nel 1991 una deliberazione in favore del referendum per l'aggregazione alla provincia di Bolzano, nella quale i comuni interessati non erano entrati all'epoca della sua istituzione (1927) perché scorporati dal Trentino in un precedente riordino amministrativo operato dal regime fascista (1923).
Nel 1992 a Trieste si costituì l'Unione Comuni italiani per cambiare Regione, associazione senza scopo di lucro che si propone di semplificare la procedura, sia sensibilizzando l'opinione pubblica sul tema sia promuovendo specifiche iniziative legislative.

#### La riforma costituzionale
La riforma del Titolo V della Costituzione, confermata dal referendum costituzionale del 2001, rese esplicita nell'art. 132 della Costituzione una nozione più restrittiva delle «popolazioni interessate» (direttamente) al referendum, aprendo la strada a una pronuncia di incostituzionalità. Nel frattempo, il 6 marzo 2003, la Camera approvò il disegno di legge Fontanini inteso a limitare l'iniziativa e la chiamata a referendum ai soli comuni direttamente interessati, ma il testo fu respinto dal Senato.

#### La pronuncia della Corte costituzionale
Il comune di San Michele al Tagliamento presentò quindi all'Ufficio centrale per il referendum presso la Corte di cassazione la deliberazione del proprio consiglio non corredata delle altre deliberazioni previste dall'art. 42 L. 352/1970. L'Ufficio, di fronte a una richiesta che avrebbe dovuto essere respinta, ritenne rilevante e non manifestamente infondata la questione di costituzionalità e la rimise alla Corte costituzionale.
Con la sentenza 334 del 2004 la Corte dichiarò la norma illegittima nella parte in cui prevedeva l'obbligo di allegare anche la richiesta dei consigli comunali non direttamente interessati. In conseguenza della pronuncia si ritiene superato anche il disposto dell'art. 44 L. 352/1970: il referendum pertanto non deve più svolgersi in entrambe le regioni, ma solo nei comuni direttamente interessati al distacco-aggregazione.
Nel 2005 San Michele al Tagliamento fu il primo comune a votare, respingendola, una proposta di distacco-aggregazione in un referendum a norma dell'art. 132 della Costituzione. In precedenza si erano svolti soltanto referendum consultivi, ovvero semplici sondaggi.
Diversa sorte ebbe la procedura di distacco-aggregazione dell'Alta Valmarecchia, che condusse nel 2009 alla prima variazione territoriale di due regioni italiane dal 1963. Il ricorso delle Marche contro il passaggio dei sette comuni interessati all'Emilia-Romagna fu respinto dalla Corte costituzionale. Il territorio interessato aveva votato, per la prima volta nella storia, in un referendum a esito unificato, che tenesse conto cioè dei suffragi complessivi senza distinguere il risultato comune per comune.

## Voto estero
Il referendum per il distacco-aggregazione è approvato se vota a favore la maggioranza degli aventi diritto (non è sufficiente quindi la maggioranza dei votanti). Se respinto non può essere riproposto prima di cinque anni. Il corpo elettorale comprende ovviamente sia i cittadini residenti in Italia sia quelli residenti all'estero registrati all'AIRE.
Nel secondo caso, trattandosi di consultazioni referendarie locali, non c'è predisposizione di seggi elettorali nei consolati, ma solo l'invio di una cartolina-avviso affinché il cittadino rientri in Italia per esercitare il voto. Se il comune ha un'alta percentuale di emigrati all'estero, e questi non rientrano in Italia per votare, ciò può riflettersi sull'esito del referendum, appunto perché la maggioranza è calcolata sul totale degli elettori e non su quello dei partecipanti alla consultazione.

## Regioni e comuni interessati

### Abruzzo
- Referendum per l'aggregazione alle Marche: Valle Castellana (2020).

### Campania
- Referendum per l'aggregazione alla Puglia: Savignano Irpino (2006).[35]

### Lazio
- Referendum per l'aggregazione all'Umbria: Leonessa (2008).

### Lombardia
- Referendum per l'aggregazione al Trentino-Alto Adige: Magasa e Valvestino (2008).

### Marche
- Aggregazione all'Emilia-Romagna: Alta Valmarecchia (2009),[3] e i comuni di Montecopiolo e Sassofeltrio (2021)
- Referendum per l'aggregazione all'Emilia-Romagna: Mercatino Conca e Monte Grimano Terme (2008 - esito negativo).

### Piemonte
- Referendum per l'aggregazione alla Valle d'Aosta: Noasca (2006) e Carema (2007).

### Veneto
- Aggregazione al Friuli-Venezia Giulia: Sappada (2017).
- Referendum per l'aggregazione al Friuli-Venezia Giulia: San Michele al Tagliamento (2005), Cinto Caomaggiore, Gruaro, Pramaggiore, Teglio Veneto (2006), Meduna di Livenza e Pieve di Cadore (2013).
- Referendum per l'aggregazione al Trentino-Alto Adige: Lamon (2005), Sovramonte (2006), Altopiano di Asiago,[36] Ladinia (2007),[20] Pedemonte (2008), Arsiè, Canale d'Agordo, Cesiomaggiore, Falcade, Feltre, Gosaldo, Rocca Pietore, Taibon Agordino (2013), Auronzo di Cadore, Comelico Superiore e Voltago Agordino (2014).

## Comuni chiamati a referendum
La tabella riepiloga i referendum a norma dell'art. 132 della Costituzione tenuti dal 2005.
  Distacco-aggregazione in vigore.
| Data                        | Comune o territorio        | Distacco  | Aggregazione               | Elettori |        | %      | Esito |
| --------------------------- | -------------------------- | --------- | -------------------------- | -------- | ------ | ------ | ----- |
| 29-30 maggio 2005           | San Michele al Tagliamento | Veneto    | Friuli-Venezia Giulia (PN) | 10 892   | 4 844  | 44,47% | No    |
| 30-31 ottobre 2005          | Lamon                      | Veneto    | Trentino-Alto Adige (TN)   | 4 151    | 2 377  | 57,26% | Sì    |
| 26-27 marzo 2006            | Cinto Caomaggiore          | Veneto    | Friuli-Venezia Giulia (PN) | 2 994    | 1 790  | 59,79% | Sì    |
| 26-27 marzo 2006            | Gruaro                     | Veneto    | Friuli-Venezia Giulia (PN) | 2 642    | 1 214  | 45,95% | No    |
| 26-27 marzo 2006            | Pramaggiore                | Veneto    | Friuli-Venezia Giulia (PN) | 3 756    | 1 675  | 44,60% | No    |
| 26-27 marzo 2006            | Teglio Veneto              | Veneto    | Friuli-Venezia Giulia (PN) | 2 097    | 911    | 43,44% | No    |
| 11-12 giugno 2006           | Savignano Irpino           | Campania  | Puglia (FG)                | 1 411    | 555    | 39,33% | No    |
| 8-9 ottobre 2006            | Noasca                     | Piemonte  | Valle d'Aosta              | 180      | 95     | 52,78% | Sì    |
| 8-9 ottobre 2006            | Sovramonte                 | Veneto    | Trentino-Alto Adige (TN)   | 1 925    | 1 246  | 64,73% | Sì    |
| 17-18 dicembre 2006         | Alta Valmarecchia          | Marche    | Emilia-Romagna (RN)        | 16 410   | 9 911  | 60,40% | Sì    |
| 18-19 marzo 2007            | Carema                     | Piemonte  | Valle d'Aosta              | 634      | 432    | 68,14% | Sì    |
| 6-7 maggio 2007             | Altopiano di Asiago        | Veneto    | Trentino-Alto Adige (TN)   | 20 864   | 12 404 | 59,45% | Sì    |
| 24-25 giugno 2007           | Montecopiolo               | Marche    | Emilia-Romagna (RN)        | 1 124    | 651    | 57,92% | Sì    |
| 24-25 giugno 2007           | Sassofeltrio               | Marche    | Emilia-Romagna (RN)        | 1 273    | 645    | 50,67% | Sì    |
| 28-29 ottobre 2007          | Ladinia                    | Veneto    | Trentino-Alto Adige (BZ)   | 6 828    | 3 847  | 56,34% | Sì    |
| 9-10 marzo 2008             | Mercatino Conca            | Marche    | Emilia-Romagna (RN)        | 965      | 474    | 49,12% | No    |
| 9-10 marzo 2008             | Monte Grimano Terme        | Marche    | Emilia-Romagna (RN)        | 1 216    | 520    | 42,76% | No    |
| 9-10 marzo 2008             | Pedemonte                  | Veneto    | Trentino-Alto Adige (TN)   | 811      | 414    | 51,05% | Sì    |
| 9-10 marzo 2008             | Sappada                    | Veneto    | Friuli-Venezia Giulia (UD) | 1 199    | 860    | 71,73% | Sì    |
| 21-22 settembre 2008        | Magasa                     | Lombardia | Trentino-Alto Adige (TN)   | 174      | 99     | 56,90% | Sì    |
| 21-22 settembre 2008        | Valvestino                 | Lombardia | Trentino-Alto Adige (TN)   | 241      | 126    | 52,28% | Sì    |
| 30 novembre-1 dicembre 2008 | Leonessa                   | Lazio     | Umbria (TR)                | 2 290    | 926    | 40,44% | No    |
| 30 novembre-1 dicembre 2008 | Meduna di Livenza          | Veneto    | Friuli-Venezia Giulia (PN) | 2 667    | 1 023  | 38,36% | No    |
| 10-11 febbraio 2013         | Arsiè                      | Veneto    | Trentino-Alto Adige (TN)   | 3 732    | 1 197  | 32,07% | No    |
| 10-11 febbraio 2013         | Canale d'Agordo            | Veneto    | Trentino-Alto Adige (TN)   | 1 219    | 515    | 42,25% | No    |
| 10-11 febbraio 2013         | Cesiomaggiore              | Veneto    | Trentino-Alto Adige (TN)   | 4 666    | 1 542  | 33,05% | No    |
| 10-11 febbraio 2013         | Falcade                    | Veneto    | Trentino-Alto Adige (TN)   | 2 128    | 917    | 43,09% | No    |
| 10-11 febbraio 2013         | Feltre                     | Veneto    | Trentino-Alto Adige (TN)   | 18 843   | 5 682  | 30,15% | No    |
| 10-11 febbraio 2013         | Gosaldo                    | Veneto    | Trentino-Alto Adige (TN)   | 942      | 403    | 42,78% | No    |
| 10-11 febbraio 2013         | Rocca Pietore              | Veneto    | Trentino-Alto Adige (TN)   | 1 365    | 628    | 46,01% | No    |
| 21-22 aprile 2013           | Pieve di Cadore            | Veneto    | Friuli-Venezia Giulia (PN) | 3 555    | 701    | 19,72% | No    |
| 21-22 aprile 2013           | Taibon Agordino            | Veneto    | Trentino-Alto Adige (TN)   | 1 806    | 944    | 52,27% | Sì    |
| 30 marzo 2014               | Comelico Superiore         | Veneto    | Trentino-Alto Adige (BZ)   | 2 416    | 844    | 34,93% | No    |
| 31 agosto 2014              | Auronzo di Cadore          | Veneto    | Trentino-Alto Adige (BZ)   | 3 114    | 1 112  | 35,71% | No    |
| 31 agosto 2014              | Voltago Agordino           | Veneto    | Trentino-Alto Adige (TN)   | 972      | 510    | 52,47% | Sì    |
| 8 marzo 2020                | Valle Castellana           | Abruzzo   | Marche (AP)                | 1 063    | 236    | 22,20% | No    |